# Adriaan Paulen
Adriaan Paulen (ur. 12 października 1902 w Haarlem, zm. 9 maja 1985 w Eindhoven) – holenderski działacz sportowy, przewodniczący IAAF w latach 1976-1981, w młodości lekkoatleta, trzykrotny olimpijczyk.

## Kariera sportowa
W latach 20. z powodzeniem startował jako lekkoatleta. Specjalizował się w biegu na 400 metrów i na 800 metrów. Wystąpił na igrzyskach olimpijskich w 1920 w Antwerpii, gdzie zajął 7. miejsce w finale biegu na 800 metrów. Na igrzyskach olimpijskich w 1924 w Paryżu odpadł w półfinałach biegów na 400 metrów i na 800 metrów. Na swych trzecich igrzyskach olimpijskich w 1928 w Amsterdamie odpadł w ćwierćfinale biegu na 400 metrów i w eliminacjach biegu na 800 metrów oraz sztafety 4 × 400 metrów.
Na Światowych Igrzyskach Studentów w 1923 w Paryżu Paulen zwyciężył w biegu na 400 metrów i zajął 2. miejsce w biegu na 800 metrów.
W 1924 podczas pierwszych Bislett Games w Oslo ustanowił rekord świata w biegu na 500 metrów. Sześciokrotnie zdobywał mistrzostwo Holandii: cztery razy na 400 metrów i dwa razy na 800 metrów. Był rekordzistą Holandii na 400 metrów (49,0 w lipcu 1924 w Paryżu), dwukrotnie na 800 metrów (do 1:55,1, w lipcu 1924 w Kopenhadze) i w sztafecie 4 × 400 metrów (3:30,8  1 sierpnia  1926 w Groningen).
Oprócz uprawiania lekkoatletyki Paulen zajmował się również sportami motorowymi. Ośmiokrotnie uczestniczył w Rajdzie Monte Carlo; najwyżej był sklasyfikowany na 11. miejscu.

## Działalność podczas II wojny światowej
Po zajęciu Holandii przez Niemcy w maju 1940 Paulen początkowo działał w ugrupowaniu Nederlandse Unie, które zamierzało prowadzić politykę współpracy z okupantem. Uczestniczył w nieudanych rozmowach o połączeniu tej organizacji z faszystowskim Nationaal Front.
Pracował jako inżynier w górnictwie. Gdy robotnicy w podległej mu fabryce wszczęli strajk, odmówił wydania listy strajkujących Niemcom, za co został początkowo skazany na śmierć, ale wkrótce zwolniony.
W 1944 przekroczył linię frontu i dołączył do wojsk alianckich. Później, po powrocie do okupowanej Holandii wspomagał aliantów podczas operacji Market Garden, za co po wojnie został odznaczony przez władze holenderskie i amerykańskie. Prowadził wówczas dziennik, który został opublikowany w 1989, cztery lata po śmierci Paulena.

## Działalność w organizacjach sportowych
Od 1946 Paulen działał przy reaktywacji IAAF. W latach 1946–1964 był przewodniczącym Koninklijke Nederlandse Atletiek Unie (Holenderskiego Związku Lekkoatletyki), a od 1965 do 1970 Holenderskiego Komitetu Olimpijskiego.
W 1970 został pierwszym przewodniczącym European Athletic Association, a w 1976 przewodniczącym IAAF. Pełnił tę funkcję do 1981. Zmarł w 1985 po operacji złamanego biodra.

## Odznaczenia
Adriaan Paulen otrzymał za swoją działalność podczas II wojny światowej Order Wojskowy Wilhelma 4. klasy, a od władz amerykańskich Medal Wolności z brązową palmą. Za swe zasługi po wojnie został w 1961 Oficerem Orderu Oranje-Nassau, a w 1982 Kawalerem Orderu Lwa Niderlandzkiego.